# SIKART
SIKART, formalmente SIKART Dizionario sull'arte in Svizzera (in tedesco: SIKART Lexikon zur Kunst in der Schweiz; in francese: SIKART Dictionnaire sur l'art en Suisse), è un dizionario biografico e una base di dati sulle arti visive in Svizzera e Liechtenstein, pubblicato gratuitamente online dall'Istituto svizzero di studi d'arte (SIK-ISEA).

## Storia
SIKART, concettualmente e nei contenuti, è una versione online ampliata e continuamente aggiornata del Dizionario Biografico dell'Arte Svizzera (DBAS) dell'Istituto svizzero di studi d'arte (SIK-ISEA), che comprende oltre 12.000 voci brevi e circa 1.100 articoli corredati da illustrazioni e bibliografie.
Infatti, nel 1998 il SIK-ISEA aveva pubblicato il DBAS, che era diviso in due volumi ed era a sua volta derivato da un progetto del 1991 chiamato Dizionario degli Artisti Svizzeri e che era stato la prima pubblicazione del SIK-ISEA ad essere elaborata integralmente mediante computer. Così, il DBAS divenne un'opera di riferimento e costituisce il piano sul quale si fonda il dizionario SIKART, che venne ufficialmente lanciato in rete nel febbraio del 2006.
Seguirono una serie di periodici adeguamenti di lieve entità sul sito, fino a quando avvenne un accurato rimodellamento dell'intero corpus dei dati online di SIK-ISEA, che nel 2021 ha anche rilanciato SIKART e il suo sito sikart.ch.

## Formato
SIKART offre varie possibilità combinate di consultare informazioni su artisti e artiste  del passato e contemporanei, oltre che ottenere informazioni su opere, mostre, bibliografie, riconoscimenti e documenti. Comprende oltre 17.000 schede biografiche, nonché circa 1.900 monografie dettagliate. Tutti i contenuti presenti sul sito sono accessibili e consultabili gratuitamente, sia per scopi di studio che per altri scopi personali.
Le singole voci presenti sul sito sono legate al principio della territorialità del singolo artista preso in analisi, andando quindi a rispecchiare le regioni linguistiche in cui erano o sono attivi i vari artisti. Sono quindi presenti voci scritte in una delle
tre lingue nazionali svizzere (tedesco, francese, italiano) a seconda della territorialità dell'artista, sebbene vi è un crescente numero di voci che vengono tradotte rispettivamente in tedesco, francese, italiano e anche in inglese. Oltre a ciò, va detto che la navigazione, i testi di aiuto e i thesauri sono redatti in tutte e quattro le lingue citate.
Sul sito vi è il costante impegno a pubblicare nuove voci, tramite la supervisione della redazione scientifica, che vengono scritte da autori e autrici qualificati e che utilizzano per gli artisti del passato i più recenti sviluppi della ricerca storico-artistica, mentre per quelli contemporanei considerano la ricezione sulla scena artistica. Difatti, l'inserimento di un artista su SIKART presuppone la sua presenza costante nel mondo dell'arte, che implica la partecipazione regolare a mostre professionali, la ricezione critica delle attività artistiche in varie pubblicazioni e l'assegnazione di riconoscimenti.